# Team Canada (TNA)
Pour les articles homonymes, voir Team Canada.
Palmarès
TNA X Division Championship (1 fois) – Williams 
NWA World Tag Team Championship (2 fois) – Roode et Young
Team Canada était un clan de catcheurs heel à la Total Nonstop Action Wrestling qui était actif de 2004 à 2006. Les membres du groupe pensaient que le Canada était supérieur à tous les autres pays du monde, spécialement les États-Unis.

## Histoire

### Total Nonstop Action Wrestling

#### 2004 X-Cups
En 2004, le promoteur de catch canadien "Coach" Scott D'Amore réunit d'autres catcheurs canadiens pour former sa propre incarnation de Team Canada à la Total Nonstop Action Wrestling (TNA) pour le tournoi America's X-Cup en 2004.
L'équipe originale était composée de Teddy Hart en tant que capitaine, avec Jack Evans, Johnny Devine et Petey Williams comme coéquipiers. Quand la World's X-Cup a été annoncée, l'équipe a été modifiée. Petey Williams a remplacé Teddy comme capitaine, Johnny Devine est resté dans l'équipe et Eric Young & Bobby Roode ont été ajoutés à l'équipe. L'équipe s'est rendue en finale mais a perdu contre Team USA composée de Jerry Lynn, Chris Sabin, Christopher Daniels et Elix Skipper.
Ils restent à la TNA et remportent les titres par équipe de la NWA à deux reprises. Petey Williams a aussi gagné le titre de la X Division. Ils utilisent tous la chanson Ô Canada comme thème, et porte le drapeau du Canada attaché à un bâton de hockey.
En 2005, A-1 rejoint la Team Canada pour remplacer Johnny Devine qui était blessé.

#### Planet Jarrett (2005-2006)
En septembre 2005, Team Canada s'est aligné avec Planet Jarrett, avec Scott D'Amore utilisant un match à sa fédération Border City Wrestling pour aider Jeff Jarrett à regagner le titre poids-lourds de la NWA le 15 septembre. La vérité a éclaté le 1er octobre lors de iMPACT! L'alignement de Team Canada s'est solidifié quand ils sont apparus habillés en noirs avec des bâtons de hockey noirs aux funérailles des carrières de Team 3D par Planet Jarrett lors de iMPACT! le 15 octobre.
À Genesis 2005 le 13 novembre quand Christian Cage a débuté à la TNA, Scott D'Amore lui a offert un chandail de Team Canada signifiant une entrée dans le groupe. À la fin de la soirée, quand Team Canada attaqué Team 3D avec Jeff Jarrett, Cage est arrivé. Sous la veste qu'il portait, il a révélé au grand plaisir de D'Amore qu'il portait le chandail de Team Canada. Il a fait une accolade à D'Amore puis lui a fait le Unprettier ne laissant aucun doute sur ses intentions.
Ils ont eu une feud avec le 3 Live Kru en 2005. Ils ont affronté 3LK (renommée 4Live Kru après l'ajout de Kip James) pour la dernière fois à Turning Point 2005 le 11 décembre où Konnan s'est séparé du groupe et a frappé Kip James avec une chaise, permettant à Team Canada de gagner.
En 2006, Team Canada a été dans une longue feud contre Team 3D, qui les a vus massacrer Team 3D dans un match de cage et avoir par après mis des drapeaux du Canada sur leurs visages. Team Canada a aussi aidé America's Most Wanted à plusieurs occasions. Team Canada a été battu par Team 3D à Lockdown 2006 dans un Anthem Match où l'hymne de l'équipe gagnante allait jouer après le match.

#### 2006 World X-Cup Tournament
Team Canada a pris part à la 2006 World X-Cup. Bobby Roode & A-1 se sont mis de côtés en tant que lutteurs n'étant pas dans la X Division laissant Petey Williams, Eric Young, Johnny Devine et le nouveau membre Tyson Dux comme équipe pour la Coupe. Le capitaine Petey Willians et le capitaine des États-Unis Chris Sabin se sont affrontés lors du iMPACT! suivant Sacrifice 2006 dans un match mort subite pour déterminer le gagnant de la coupe et Team USA a gagné pour la 2e fois ce tournoi.

#### Séparation (2006)
Le 29 juin lors de iMPACT!, Jim Cornette a annoncé que Team Canada était dissoute. Plus tôt dans la soirée, Johnny Devine est apparu avec Alex Shelley en tant que membre des Paparazzi Productions dans une distraction pour permettre à D'Amore d'intervenir et aider Young et Williams dans un match par équipe

#### World X-Cup 2008
En raison de la dissolution de Team Canada en 2006, Team Canada n'a pas été autorisé à entrer dans la World X-Cup 2008. Tyson Dux qui était dans l'équipe X-Cup Canada faisait partie de Team  internationale.

## Membres
- A-1 (2005-2006)
- Scott D'Amore (2004-2006) (ancien coach)
- Johnny Devine (2004-2006)
- Tyson Dux (2006)
- Jack Evans (2004)
- Teddy Hart (2004) (ancien capitaine)
- Bobby Roode (2004-2006)
- Ruffy Silverstein (2004)
- Petey Williams (2004-2006) (ancien capitaine)
- Eric Young (2004-2006)

## Palmarès
- Total Nonstop Action Wrestling
  - 1 fois TNA X Division Championship - Petey Williams
  - 2 fois NWA World Tag Team Championship - Bobby Roode et Eric Young